# Манява

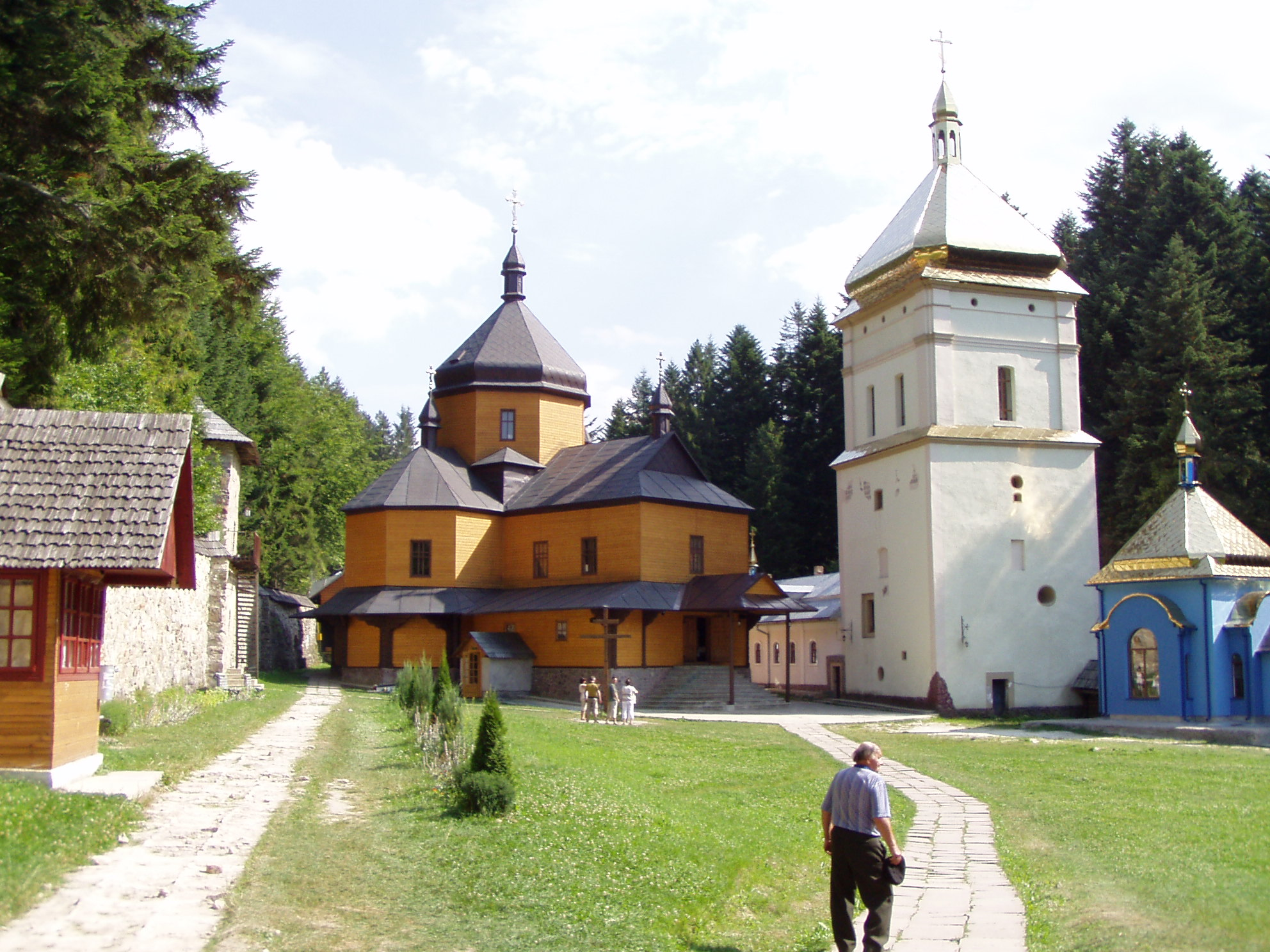
Манявский скит

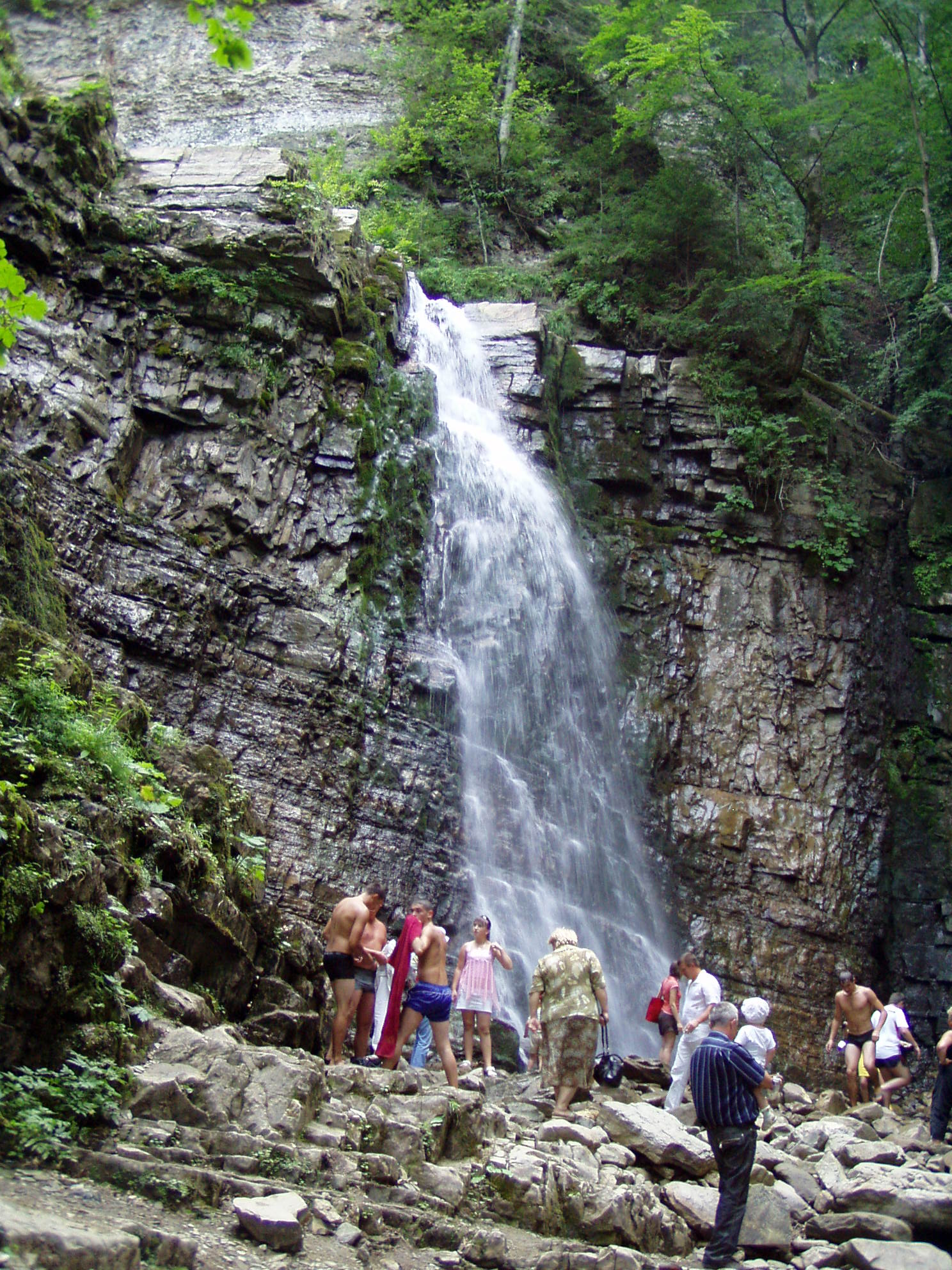
Манявский водопад

Маня́ва (укр. Манява) — село в Солотвинской поселковой общине Ивано-Франковского района Ивано-Франковской области Украины.
Население по переписи 2001 года составляло 3491 человек. Занимает площадь 42 км². Почтовый индекс — 77772. Телефонный код — 03471.
В селе расположен православный монастырь Манявский скит.
Рядом с селом, на реке Манявка, находится Манявский водопад — один из самых высоких водопадов в украинских Карпатах (высота падения воды 18.5 метров).